# Mubarek Bekkai

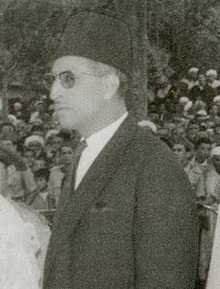
Mubarek Bekkai (1956)

Mubarek Bekkai, auch M’barek Bekkai (arabisch البكاي بن مبارك بن المصطفى الهبيل, DMG al-Bakkāy b. Mubārak b. al-Muṣṭafā al-Habīl;  * 18. April 1907 in Berkane, Provinz Oujda, Marokko; † 12. April 1961 in Rabat) war ein marokkanischer Politiker und von 1955 bis 1958 erster Premierminister von Marokko.

## Leben
Bekkai wurde nach der Abdankung von Sultan Muhammad VI. ibn Arafa am 15. Oktober 1955 Mitglied des Thronrates, dem neben ihm noch Mohamed El Mokri, Tahar Ouassou Loudyi und Mohamed Sbihi angehörten. Der Thronrat amtierte bis zur Wiedereinsetzung von Sultan Mohammed V. am 6. November 1955.
Einen Monat später ernannte ihn Mohammed V. am 7. Dezember 1955 zum ersten Premierminister Marokkos. Dieses Amt bekleidete Bekkai bis zum 12. Mai 1958 und wurde dann durch den bisherigen Außenminister Ahmed Balafrej abgelöst.